# Jeleneč
Jeleneč je vesnice v okrese Benešov, je součástí obce Bystřice. Nachází se asi 6,5 km na jih od Bystřice. Na jih od vesnice leží Semtínská hora. Jsou zde evidovány 4 adresy. Jeleneč leží v katastrálním území Ouběnice u Votic.

## Historie
První písemná zmínka o vesnici pochází z roku 1406.